# Iuliu Liviu Dragoș
Iuliu Liviu Dragoș (n. 8 aprilie 1957) este un deputat român în legislatura 1996-2000, ales în județul Satu-Mare pe listele partidului PNL.